# Чилумфа, Кассим
Кассим Чилумфа (англ. Cassim Chilumpha; род. 29 ноября 1958, Нхотакота, Центральный регион) — малавийский государственный и политический деятель. Работал вице-президентом Малави с июня 2004 по май 2009 года.

## Биография

### Ранний период жизни
Родился в деревне Чиутула, примерно в 8 километрах от города Нкота-Коте в Центральном Малави.
Получил начальное образование в школах Чисоти и Нкота-Коте, а затем получил среднее образование в средней школе Нхата-Бэй. Затем получил степень бакалавра права в Университете Малави. После окончания университета в течение года проработал в министерстве юстиции правительства Малави, прежде чем получил стипендию для обучения в магистратуре и докторантуре права в Университете Халла в Великобритании. Позже вернулся в Университет Малави в качестве преподавателя.

### Политическая карьера
9 февраля 2006 года президент Бингу ва Мутарика уволил его с должности вице-президента, обвинив его в попытке управлять теневым правительством и заявив, что он дискредитировал правительство и серьёзно подорвал его целостность. Однако 10 февраля 2006 года Высокий суд наложил судебный запрет на увольнение Кассима Чилумфы до тех пор, пока Конституционный суд не примет решение о том, необходимо ли одобрение парламента для увольнения вице-президента.
28 апреля 2006 года был арестован в своём доме по подозрению в государственной измене и переведен под стражу в столице страны Лилонгве. Предъявили обвинение в сговоре с Юсуфом Матумулой и Рашидом Нембо с целью убийства Бингу ва Мутарики. Его адвокат заявил, что добивался освобождения своего клиента под залог, а Объединённый демократический фронт назвал арест политическим преследованием.
Суд над ним начался 30 января 2007 года. Он заявил, что ему грозит политическое преследование из-за отказа присоединиться к партии Бингу ва Мутарики, Демократической прогрессивной партии, и в суде он сначала отказался признавать вину. Обвинения против Рашида Нембо были сняты. 26 февраля 2007 года Чилумфа и Матумула не признали себя виновными на суде.
Планировал выдвинуться от Объединённого демократического фронта кандидатом в президенты на выборах 2009 года, но на съезде партии 24 апреля 2008 года получил только 38 голосов против 1950 голосов за Бакили Мулузи. После победы в номинации Мулузи поблагодарил Чилумфу за конкуренцию. Чилумфа, однако, критически относился к этому результату, и это положило начало его отходу от Объединённого демократического фронта.
После пяти лет отсутствия в парламенте вновь баллотировался на выборах в мае 2009 года в качестве независимого кандидата в Южном избирательном округе Нкота-Коте, хотя он все ещё находился под домашним арестом. Победил на выборах кандидата от Объединённого демократического фронта Фахада Ассани и был приведен к присяге в качестве депутата на новый парламентский срок. Затем заявил, что был бы заинтересован в присоединении к Демократической прогрессивной партии, поскольку люди поддержали эту партию, дав ей парламентское большинство.
После смерти Бингу ва Мутарики, сделал заявление 26 апреля 2012 года, что присоединился к Народной партии, которую возглавляла ставшая президентом Джойс Банда. В тот же день был назначен министром энергетики и горнодобывающей промышленности Малави.